# Десять наиболее разыскиваемых ФБР беглецов
Десять наиболее разыскиваемых ФБР беглецов — список из десяти людей-беглецов, составлен ФБР и возникший с 1949 года как неофициальный список. 14 марта 1950 года список был официально утверждён ФБР.

## Описание
Критерии удаления из списка:
- арест;
- смерть;
- снятие обвинения;
- замена новой записью ФБР;
- принятие ФБР решения в том, что лицо из списка больше не «является особой опасностью для общества».

## Список на март 2025 года
Предлагается денежное вознаграждение за помощь в поимке преступников из списка. Минимальное вознаграждение для разыскиваемых из списка составляет 100 тыс. долларов США, за Джейсона Дерека Брауна — 200 тыс. долларов США, за наркобарона Рафаела Каро Кинтеро — 20 млн долларов США.
| Фотография | Имя                           | Дата добавления | Порядковый номер | Комментарий |
| ---------- | ----------------------------- | --------------- | ---------------- | --- |
|            | Бхадрешкумар Четанбхай Патель | 18 апреля 2017  | 514              | Предположительно зарезал свою жену в магазине Dunkin’ Donuts в Хановере, штат Мэриленд, 12 апреля 2015 года . Последний раз его видели, когда он садился в автобус до Пенсильванского вокзала в Ньюарке. По данным властей, у него есть связи в Канаде, Индии, Нью-Джерси, Кентукки, Джорджии и Иллинойсе. |
|            | Алехандро Кастильо            | 24 октября 2017 | 516              | Разыскивается за убийство в 2016 году 23-летней женщины по имени Куан «Сэнди» Лайл, с которой он ранее встречался. Они познакомились во время совместной работы в ресторане Шарлотты. |
|            | Юлан Адонай Арчага Кариас     | 3 ноября 2021   | 526              | Лидер группировки Mara Salvatrucha. В феврале 2023 года награда была повышена до 5 млн долларов. |
|            | Ружа Игнатова                 | 30 июня 2022    | 527              | Организатор финансовой пирамиды под видом якобы криптовалюты OneCoin. Возможно, была убита в 2018 году. Награда была повышена до 5 млн долларов в июне 2024 года. |